# Ippodromo Ghirlandina
Ippodromo Ghirlandina är en travbana i Modena i provinsen Modena i Italien, öppnad 1872.

## Om banan
Ippodromo Ghirlandina ligger söder om staden Modena i norra Italien, och öppnades redan 1872. Anläggningen har en total yta på ca 337 000 kvadratmeter, varav 80 000 är tillgängliga för publik. 
Huvudbanan är 1000 meter lång och 23,89 meter bred. Banans underlag är tillverkat av sand blandat med tuff från Lazio. För att byta underlag på hela banan behövs 400 kubikmeter av material. På banan arrangeras både travlopp och galopplöp. Det finns även en träningsbana med en längd på 950 meter. Banans stallbacke har 287 boxplatser för hästar, och har även en veterinärsklinik i anslutning till boxplatserna. 
Läktarplatserna har två huvudläktare och har totalt 2 392 sittplatser. Banan är utrustad med belysning för tävlingar på kvällstid.

## Större lopp
Banans största arrangemang är Grupp 1-loppet Gran Premio Tito Giovanardi för 3-åriga hästar, som körs varje år i maj. Bland framstående vinnare kan Viking Kronos, Daguet Rapide, Pascia' Lest och Vivid Wise As nämnas.